# Liste der Kulturdenkmale in Auma-Weidatal
In der Liste der Kulturdenkmale in Auma-Weidatal sind die Kulturdenkmale der thüringischen Gemeinde Auma-Weidatal im Landkreis Greiz aufgelistet.

## Legende
- Bild: zeigt ein Bild des Kulturdenkmals und gegebenenfalls einen Link zu weiteren Fotos des Kulturdenkmals im Medienarchiv Wikimedia Commons
- Bezeichnung: Name, Bezeichnung oder die Art des Kulturdenkmals
- Lage: Wenn vorhanden Straßenname und Hausnummer des Kulturdenkmals; Grundsortierung der Liste erfolgt nach dieser Adresse. Der Link Karte führt zu verschiedenen Kartendarstellungen und nennt die Koordinaten des Kulturdenkmals.
 Kartenansicht, um Koordinaten zu setzen – in dieser Kartenansicht sind Kulturdenkmale ohne Koordinaten mit einem roten bzw. orangen Marker dargestellt und können in der Karte gesetzt werden. Kulturdenkmale ohne Bild sind mit einem blauen bzw. roten Marker gekennzeichnet, Kulturdenkmale mit Bild mit einem grünen bzw. orangen Marker.
- Datierung: gibt das Jahr der Fertigstellung beziehungsweise das Datum der Erstnennung oder den Zeitraum der Errichtung an
- Beschreibung: bauliche und geschichtliche Einzelheiten des Kulturdenkmals, vorzugsweise die Denkmaleigenschaften
- ID: Die ID identifiziert das Kulturdenkmal eindeutig. In Thüringen sind aktuell keine IDs veröffentlicht. In der ID-Spalte kann sich auch folgendes Icon  befinden, dies führt zu Angaben zu diesem Kulturdenkmal bei Wikidata.

## Kulturdenkmale nach Ortsteilen

### Auma
| Bild | Bezeichnung                                            | Lage | Datierung | Beschreibung                                  | ID |
| --- | ------------------------------------------------------ | --- | --------- | --------------------------------------------- | -- |
| BW | ehemaliges Burgareal                                   | Auma (Karte) |           | Bodendenkmal                                  |    |
| Direkt Bild zu diesem Denkmal hochladen | Stadtmauer                                             | Auma, Am Pfarrteich |           |                                               |    |
| Direkt Bild zu diesem Denkmal hochladen | Nikolaikirche                                          | Auma, Breite Straße |           | Ruine                                         |    |
| BW | Feuerwehrhaus mit Schlauchturm                         | Auma, Breite Straße 12 (Karte) |           |                                               |    |
| BW | Evangelische Kirche St. Maria                          | Auma, Dr.-Martin-Luther-Straße (Karte) |           | Kirche mit Ausstattung                        |    |
| BW | Pfarrhaus mit Garten und Einfriedung                   | Auma, Dr.-Martin-Luther-Straße 6 (Karte) |           |                                               |    |
| BW | Diakonat mit Nebengebäude, Hofraum und Umfassungsmauer | Auma, Dr.-Martin-Luther-Straße 7 (Karte) |           |                                               |    |
| Direkt Bild zu diesem Denkmal hochladen | Friedhof mit Feierhalle und Gedenkstätte               | Auma, Friedhofstraße o. Nr. |           |                                               |    |
| BW | Villa Schmidt                                          | Auma, Geraische Straße 1 (Karte) |           | Villa mit Ausstattung, Garten und Einfriedung |    |
| BW | Postgebäude                                            | Auma, Kolbestraße 3 (Karte) |           |                                               |    |
| [[Vorlage:Bilderwunsch/code!/O:!/C:50.699481,11.903524!/D:Markt; An der Oberschule; Dr.-Martin-Luther-Straße; Eichplatz; Eichstraße; Freybergstraße; Hasestraße 1; Lange Gasse; Markt; Marktberg; Mittelweg; Obere Gasse; Rathausgasse; Untere Gasse; Weidaer Straße, ENS Kernstadt!/\|BW]] | ENS Kernstadt                                          | Auma, Markt; An der Oberschule; Dr.-Martin-Luther-Straße; Eichplatz; Eichstraße; Freybergstraße; Hasestraße 1; Lange Gasse; Markt; Marktberg; Mittelweg; Obere Gasse; Rathausgasse; Untere Gasse; Weidaer Straße (Karte) |           | Kernstadt                                     |    |
| weitere Bilder Fotos hochladen | Distanzsäule                                           | Auma, Markt o. Nr. (Karte) | 1722      |                                               |    |
| weitere Bilder Fotos hochladen | Altes Rathaus (Amtsgericht)                            | Auma, Markt 1 (Karte) |           | Rathaus                                       |    |
| BW | Franz-Kolbe-Schule                                     | Auma, Markt 9 (Karte) |           | Schule                                        |    |
| BW | Neues Rathaus                                          | Auma, Marktberg 9 (Karte) |           | Rathaus                                       |    |
| BW | Wohnhaus                                               | Auma, Triptiser Straße 20 (Karte) |           |                                               |    |
| BW | Taubenhaus                                             | Auma, Untere Gasse 11 (Karte) |           |                                               |    |
| BW | Wohn- und Wirtschaftsgebäude                           | Auma, Wüstenwetzdorfer Weg 18 (Karte) |           |                                               |    |
| BW | Wohnhaus                                               | Auma, Wüstenwetzdorfer Weg 6, 8, 10, 12 (Karte) |           |                                               |    |

### Braunsdorf
| Bild                           | Bezeichnung         | Lage                               | Datierung | Beschreibung                                     | ID |
| ------------------------------ | ------------------- | ---------------------------------- | --------- | ------------------------------------------------ | -- |
| BW                             | Gehöft              | Braunsdorf, Braunsdorf 16 (Karte)  |           |                                                  |    |
| weitere Bilder Fotos hochladen | Evangelische Kirche | Braunsdorf, Braunsdorf 21a (Karte) |           | Kirche mit Ausstattung, Kirchhof und Einfriedung |    |

### Göhren-Döhlen
| Bild                           | Bezeichnung                                                    | Lage                             | Datierung | Beschreibung                 | ID |
| ------------------------------ | -------------------------------------------------------------- | -------------------------------- | --------- | ---------------------------- | -- |
| BW                             | Erzmühle                                                       | Göhren-Döhlen, Döhlen 13 (Karte) |           | Mühlengehöft mit Ausstattung |    |
| BW                             | Schmeißersmühle                                                | Göhren-Döhlen, Döhlen 14 (Karte) |           | Wassermühle                  |    |
| BW                             | Pfarrhof und Brücke                                            | Göhren-Döhlen, Döhlen 9 (Karte)  |           |                              |    |
| weitere Bilder Fotos hochladen | Kirche mit Ausstattung, Kirchhof, Einfriedung und Leichenwagen | Göhren-Döhlen, Döhlen 9a (Karte) |           |                              |    |
| weitere Bilder Fotos hochladen | Gefallenendenkmal                                              | Göhren-Döhlen, Göhren (Karte)    |           |                              |    |
| BW                             | Gehöft                                                         | Göhren-Döhlen, Göhren 1 (Karte)  |           |                              |    |

### Krölpa
| Bild                           | Bezeichnung            | Lage                          | Datierung | Beschreibung | ID |
| ------------------------------ | ---------------------- | ----------------------------- | --------- | ------------ | -- |
| weitere Bilder Fotos hochladen | Kirche mit Ausstattung | Krölpa, Krölpa 21a (Karte)    |           |              |    |
| weitere Bilder Fotos hochladen | Bahnhof                | Krölpa, Krölpa 27 (Karte)     |           |              |    |
| BW                             | Goldener Löwe          | Krölpa, Krölpa 3, 3a (Karte)  |           | Gasthof      |    |
| BW                             | Gehöft                 | Krölpa, Ortsstraße 17 (Karte) |           |              |    |

### Muntscha
| Bild                           | Bezeichnung                         | Lage                          | Datierung | Beschreibung | ID |
| ------------------------------ | ----------------------------------- | ----------------------------- | --------- | ------------ | -- |
| weitere Bilder Fotos hochladen | Kirche mit Ausstattung und Kirchhof | Muntscha, Muntscha 6a (Karte) |           |              |    |

### Staitz
| Bild                                    | Bezeichnung                                         | Lage                                    | Datierung | Beschreibung            | ID |
| --------------------------------------- | --------------------------------------------------- | --------------------------------------- | --------- | ----------------------- | -- |
| Direkt Bild zu diesem Denkmal hochladen | Wallanlage 'Burgstatt'                              | Staitz                                  |           | Bodendenkmal            |    |
| weitere Bilder Fotos hochladen          | Kirche mit Ausstattung und Kirchhof mit Einfriedung | Staitz, Staitzer Dorfstraße 45a (Karte) |           |                         |    |
| BW                                      | Ferienhaus                                          | Staitz, Talsperrenweg 17 (Karte)        |           |                         |    |
| weitere Bilder Fotos hochladen          | Talsperre Weida                                     | Staitz, Talsperrenweg 4 (Karte)         |           | Talsperre und Staumauer |    |

### Wenigenauma
| Bild                           | Bezeichnung                   | Lage                                 | Datierung | Beschreibung           | ID |
| ------------------------------ | ----------------------------- | ------------------------------------ | --------- | ---------------------- | -- |
| BW                             | Wallanlage, kleiner Turmhügel | Wenigenauma (Karte)                  |           | Bodendenkmal           |    |
| weitere Bilder Fotos hochladen | Patronatskirche               | Wenigenauma, Wenigenauma 22a (Karte) |           | Kirche mit Ausstattung |    |
| BW                             | Herrenhaus                    | Wenigenauma, Wenigenauma 28 (Karte)  |           |                        |    |

### Wiebelsdorf
| Bild | Bezeichnung  | Lage                               | Datierung | Beschreibung | ID |
| ---- | ------------ | ---------------------------------- | --------- | ------------ | -- |
| BW   | Mühlengehöft | Wiebelsdorf, Wiebelsdorf 1 (Karte) |           |              |    |

### Wöhlsdorf
| Bild                           | Bezeichnung            | Lage                            | Datierung | Beschreibung | ID |
| ------------------------------ | ---------------------- | ------------------------------- | --------- | ------------ | -- |
| weitere Bilder Fotos hochladen | Kirche mit Ausstattung | Wöhlsdorf, Wöhlsdorf 29 (Karte) |           |              |    |
| BW                             | Brücke                 | Wöhlsdorf (Karte)               |           |              |    |